# عقد 1 هـ
عقد 1 هـ هو السنوات من عام 1 هـ إلى 10 هـ في التقويم الهجري، أي السنوات العشر الأولى من القرن الأول الهجري.

## أحداث

### 1 هـ
- المؤاخاة بين المهاجرين والأنصار.
- نزول النبي محمد في قباء.
- بناء مسجد قباء.
- سرية عبيدة بن الحارث إلى رابغ: وهي أول لواء يعقد في الإسلام وكذلك أول قتال في الإسلام.
- سرية حمزة بن عبد المطلب إلى سيف البحر.
- سرية سعد بن أبي وقاص إلى الخرار.
- إسلام عبد الله بن سلام أحد أحبار اليهود وكان عالمًا ومن أسياد قومه.
- هجرة أصحاب الرسول محمد ﷺ إلى المدينة.
- المعاهدة بين النبي محمد ﷺ والمهاجرين والأنصار مع ثلاث قبائلَ من اليهود؛ وهم بنو قينقاع، وبنو النضير، وبنو قريظة.
- إقرار الأذان للصلاة والبدء بالعمل به.[1]

### 2 هـ
- 17 رمضان - غزوة بدر بين المسلمين وكفار قريش.
- زواج فاطمة بنت محمد من علي بن ابي طالب في ذي الحجة.
- غزوة الأبواء أو ودان
- غزوة بواط
- غزوة بدر الأولى سفوان
- غزوة العشيرة
- سرية نخلة
- فرض الجهاد
- تحويل القبلة
- سرية قتل عصماء بنت مروان
- مؤامرة لاغتيال الرسول من عمير بن وهب الجمحي
- سرية سالم بن عمير
- غزوة بني قينقاع
- غزوة السويق

### 3 هـ
- غزوة بني سليم بالكدر
- سرية قتل كعب بن الأشرف
- غزوة ذي أمر
- غزوة بحران
- سرية زيد بن حارثة إلى القردة
- 7 شوال - معركة أحد بين المسلمين والكفار.
- مقتل حمزة بن عبد المطلب
- غزوة حمراء الأسد

### 4 هـ
- رمضان - زواج النبي محمد من زينب بنت خزيمة.
- سرية أبي سلمة بن عبد الأسد المخزومي
- سرية عبد الله بن أنيس
- سرية المنذر بن عمرو
- سرية مرثد بن أبي مرثد
- غزوة بني النضير
- غزوة بدر الثانية

### 5 هـ
- غزوة ذات الرقاع
- غزوة دومة الجندل
- غزوة الخندق
- غزوة بني قريظة
- غزوة بني المصطلق.
- إسلام سلمان الفارسي
- غزوة المريسيع
- سرية عبد الله بن أنيس

### 6 هـ
- سرية عبد الله بن أنيس إلى سفيان بن خالد بن نبيح
- غزوة القرطاء
- غزوة بني لحيان
- غزوة ذي قرد
- سرية عكاشة بن محصن الأسدي (الغمر)
- سرية محمد بن مسلمة إلى ذي القصة
- سرية أبي عبيدة إلى ذي القصة
- سرية زيد بن حارثة إلى العيص
- سرية زيد بن حارثة (الطرف)
- سرية زيد بن حارثة إلى بني سليم
- سرية زيد بن حارثة إلى حسمي
- سرية زيد بن حارثة (وادي القرى)
- سرية عبد الرحمن بن عوف إلى دومة الجندل
- سرية علي بن أبي طالب إلى بني سعد بن بكر بفدك
- سرية زيد بن حارثة (مدين)
- سرية عبد الله بن عتيك
- سرية كرز بن جابر الفهري
- سرية عبد الله بن رواحة إلى أسير
- سرية عمرو بن أمية الضمري
- حادثة الإفك
- صلح الحديبية
- بيعة الرضوان

### 7 هـ
- غزوة خيبر
- حصار وادي القرى
- زواج النبي محمد من صفية بنت حيي
- حادثة أكل النبي محمد من الشاة المسمومة
- سرية عمر بن الخطاب إلى هوازن
- سرية أبي بكر إلى بني كلاب
- سرية بشير بن سعد إلى فدك
- سرية غالب بن عبد الله إلى بني عوال وبني عبد بن ثعلبة بالميفعة
- سرية بشير بن سعد إلى يمن وجبار
- قدوم جعفر بن أبي طالب من الحبشة
- غزوة عمرة القضاء
- سرية ابن أبي العوجاء السلمي
- زواج النبي محمد من أم حبيبة بنت أبي سفيان
- زواج النبي محمد من ميمونة بنت الحارث
- إسلام عمرو بن العاص وخالد بن الوليد

### 8 هـ
- 10 رمضان - الموافق 12 يناير 630 - فتح مكة.
- سرية غالب بن عبد الله بني الملوح
- سرية كعب بن عمير إلى ذات أطلاح
- سرية شجاع بن وهب
- معركة مؤتة
- سرية ذات السلاسل
- سرية الخبط بقيادة أبي عبيدة
- سرية أبي قتادة إلى خضرة
- إسلام أبو سفيان بن حرب
- بعث خالد بن الوليد لهدم صنم العزى
- سرية خالد بن الوليد إلى بني جذيمة
- غزوة حنين
- غزوة الطائف
- قدوم وفد هوازن مسلما
- عمرة النبي محمد من الجعرانة
- إسلام عثمان بن طلحة

### 9 هـ
- سرية قطبة بن عامر إلى خثعم
- سرية الضحاك بن سفيان الكلابي إلى بني كلاب
- سرية علقمة بن مجزر المدلجي
- سرية علي بن أبي طالب إلى الفلس
- غزوة تبوك
- بعث خالد بن الوليد إلى أكيدر دومة
- بناء مسجد الضرار
- إسلام وفد ثقيف
- قدوم وفد بارق إلى النبي محمد
- قدوم وفد تميم إلى النبي محمد
- قدوم بني عامر إلى النبي محمد
- قدوم ضمام بن ثعلبة عن بني سعد بن بكر
- قدوم وفد عبد قيس إلى النبي محمد
- قدوم بني حنيفة إلى النبي محمد
- إسلام عدي بن حاتم
- قدوم وفد كندة إلى النبي محمد
- حجة أبي بكر
- رسائل النبي محمد إلى الملوك والأمراء
- قدوم وفد همدان إلى النبي محمد

### 10 هـ
- حجة الوداع، حج النبي محمد حجته الأولى والأخيرة
- ادعاء مسيلمة الكذاب النبوة
- سرية علي بن أبي طالب إلى اليمن
- إسلام أهل نجران